# Marija Hrynisjyna
Marija Hrynisjyna (ukrainska: Марія Гринішина), född 9 oktober 2008, är en ukrainsk konstsimmare. Hennes tvillingsyster Uljana Hrynisjyna är också konstsimmare.

## Karriär
Vid konstsim-EM 2025 i Funchal var Hrynisjyna en del av Ukrainas lag som tog silver i det tekniska lagprogrammet.